# 朝鮮民主主義人民共和國河流列表
朝鮮河流列表，列舉全部或部分在朝鮮民主主義人民共和國（簡稱朝鮮，又稱北韓）境內的河流，並依照流域排列。支流則由河口至源頭排序。

## 黃海
- 鴨綠江：跨國河流，中國、朝鮮界河
- 清川江
- 大同江
  - 普通江
- 禮成江
- 臨津江
- 漢江：跨國河流，下游為朝鮮與韓國（南韓）界河。
  - 北漢江：跨國河流，下游位於韓國境內。

## 日本海
- 南大川
- 圖們江：跨國河流，中國、朝鮮界河